# گورستان بافتان ۲
قبرستان بافتان ۲ مربوط به سده‌های متاخر دوران‌های تاریخی پس از اسلام است و در شهرستان سرباز، بخش پیشین، دهستان جکیگور، ۲ کیلومتری جنوب غرب روستای بافتان، کنار جاده نیکشهر واقع شده و این اثر در تاریخ ۲ مرداد ۱۳۸۷ با شمارهٔ ثبت ۲۳۰۷۱ به‌عنوان یکی از آثار ملی ایران به ثبت رسیده است.